# Aubrey Morris
Aubrey Morris (* 1. Juni 1926 in Portsmouth, Hampshire als Aubrey Jack Steinberg; † 15. Juli 2015 in Los Angeles, Kalifornien) war ein britischer Schauspieler.

## Leben
Morris wuchs als eines von neun Geschwistern auf. Gefördert von der Mutter nahmen mehrere der Geschwister künstlerische Berufe auf, wie sein Bruder Wolfe Morris wandte er sich der Schauspielerei zu. Er besuchte das Portsmouth Municipal College und erhielt ein Stipendium an der Royal Academy of Dramatic Art in London. Sein Theaterdebüt feierte er 1944 in einer Produktion von William Shakespeares Das Wintermärchen im Regent’s Park-Open Air Theatre. Seine erste größere Rolle spielte er drei Jahre später in einer Produktion von David Maloufs Fly Away Peter. Im darauf folgenden Jahr wurde eine Aufführung des Stückes im Alexandra Palace von der BBC ausgestrahlt, dies war das Fernsehdebüt für Morris.
Zwischen 1954 und 1956 hatte Morris Engagements am Old Vic Theatre, wo er kleinere Rollen in verschiedenen Shakespeare-Produktionen darstellte. Dem folgte eine Tour durch die Vereinigten Staaten, die am Broadway kulminierte. 1960 trat Morris unter Orson Welles’ Regie am Gaiety Theatre in Dublin auf. 1962 spielte er erstmals an der Seite von Patrick McGoohan; beide verband daraufhin eine lange Freundschaft und McGoohan besetzte Morris mehrfach, darunter Nummer 6 und Columbo.
Zu seinen bekanntesten Filmrollen zählen der Bewährungshelfer Mr. Deltoid in Stanley Kubricks Uhrwerk Orange und der Totengräber in The Wicker Man. Zudem war er als Dr. Putnam im Hammer-Horrorfilm Das Grab der blutigen Mumie zu sehen und stand gemeinsam mit seinem Bruder Wolfe in Gene Wilders Komödie Sherlock Holmes’ cleverer Bruder in einer kleineren Rolle vor der Kamera. Dem deutschsprachige Fernsehpublikum ist er am ehesten durch seine Darstellung des Kapitäns der B-Arche des Planeten Golgafrincham in der Serie Per Anhalter durch die Galaxis bekannt.
In den 1980er Jahren zog Morris in die USA, wo er in der Folge in US-amerikanischen Fernsehserien wie Sledge Hammer! und Babylon 5 spielte und auch Rollen in Hollywoodproduktionen wie My Girl 2 – Meine große Liebe erhielt und sich der Screen Actors Guild anschloss. Seine letzte Rolle stellte er 2015 in der Sitcom It’s Always Sunny in Philadelphia dar.
Er starb im Alter von 89 Jahren in Los Angeles, nachdem er bereits mehrere Wochen wegen einer Atemwegserkrankung behandelt worden war.

## Filmografie (Auswahl)

### Film
- 1962: Der Todeskandidat (The Quare Fellow)
- 1965: The Night Caller (Alternativtitel: Blood Beast From Outer Space)
- 1971: Uhrwerk Orange (A Clockwork Orange)
- 1971: Das Grab der blutigen Mumie (Blood from the Mummy's Tomb)
- 1973: The Wicker Man
- 1975: Die letzte Nacht des Boris Gruschenko (Love and Death)
- 1975: Lisztomania
- 1975: Sherlock Holmes cleverer Bruder (The Adventure of Sherlock Holmes’ Smarter Brother)
- 1985: Lifeforce – Die tödliche Bedrohung (Lifeforce)
- 1989: Er? Will! Sie Nicht? (The Rachel Papers)
- 1994: My Girl 2 – Meine große Liebe (My Girl 2)
- 1995: Shadowchaser 3 (Project Shadowchaser III)
- 1996: Bordello of Blood (Tales from the Crypt Presents: Bordello of Blood)

### Fernsehen
- 1964: Simon Templar (The Saint)
- 1965: Mit Schirm, Charme und Melone (The Avengers)
- 1967: Nummer 6 (The Prisoner)
- 1970: Catweazle
- 1975: Die Füchse (The Sweeney)
- 1975: Mondbasis Alpha 1 (Space: 1999)
- 1981: Per Anhalter durch die Galaxis (The Hitchhiker's Guide to the Galaxy)
- 1987: Sledge Hammer!
- 1996: Babylon 5
- 1998: Columbo: Das Aschenpuzzle (Ashes to Ashes)
- 2006: Deadwood
- 2015: It’s Always Sunny in Philadelphia

## Broadway
- 1956–1957: Troilus and Cressida
- 1956–1957: Macbeth
- 1956–1957: Romeo and Juliet
- 1956–1957: King Richard II
- 1960–1961: The Hostage